# Phacopteron
Phacopteron är ett släkte av insekter. Phacopteron ingår i familjen Phacopteronidae.
Kladogram enligt Catalogue of Life:
| Phacopteron | \| \| Phacopteron gabrieli \| \| \| \| \| \| Phacopteron lentiginosum \| \| \| \| |
|             | \| \| Phacopteron gabrieli \| \| \| \| \| \| Phacopteron lentiginosum \| \| \| \| |
|             | Bharatiana                                                                        |
|             |                                                                                   |
|             | Cornegenapsylla                                                                   |
|             |                                                                                   |
|             | Neophacopteron                                                                    |
|             |                                                                                   |
|             | Pseudophacopteron                                                                 |
|             |                                                                                   |
|             | Phacopteron gabrieli                                                              |
|             |                                                                                   |
|             | Phacopteron lentiginosum                                                          |
|             |                                                                                   |

|  | Phacopteron gabrieli     |
|  |                          |
|  | Phacopteron lentiginosum |
|  |                          |